# Aero-Nord
Aero-Nord  A/S war eine auf dem Flughafen Kopenhagen-Kastrup ansässige dänische Charterfluggesellschaft. Zum Jahresende  1965 beteiligte sich das Unternehmen an der Gründung der Fluggesellschaft Internord Aviation und stellte den eigenen Betrieb ein.

## Geschichte
Die Aero-Nord wurde am 5. Januar 1965 in Kopenhagen von Erik Østbirk gegründet. Østbirk war zuvor als leitender Direktor für die 1960 gegründete dänische Charterfluggesellschaft Nordair tätig, an der im Juli 1963 die Scandinavian Airlines System 45 % der Anteile übernommen und diese am 1. November 1964 liquidiert hatte.
Aero-Nord erwarb im Frühjahr 1965 drei Douglas DC-7 von American Airlines. Zur Wartung der Flugzeuge errichtete die Gesellschaft einen neuen Hangar auf dem Flughafen Kopenhagen. Am 2. April wurde die erste Douglas DC-7 ausgeliefert, mit der am 15. April 1965 die Betriebsaufnahme erfolgte. Die Gesellschaft setzte ihre drei mit 104 Sitzplätzen ausgestatteten Flugzeuge sowie eine kurzzeitig gemietete Douglas DC-6 im Auftrag dänischer Reiseveranstalter vom Flughafen Kopenhagen-Kastrup auf touristischen Charterflügen (IT-Charter) in den Mittelmeerraum ein, hauptsächlich nach Spanien. Zudem erhielt das Unternehmen als erste skandinavische Fluggesellschaft eine Genehmigung, Charterdienste  nach Israel aufzunehmen. Der erste Flug nach Tel Aviv wurde am 11. Oktober 1965 durchgeführt.
Am 30. November 1965 ging die Aero-Nord eine Kooperation mit der schwedischen Fluggesellschaft Osterman Air Charter AB ein, die zur Gründung des Joint Ventures Internord Aviation A/S führte. An dieser Nachfolgegesellschaft, die ihren Betrieb am 1. Januar 1966 aufnahm, waren beide Unternehmen je zur Hälfte beteiligt. Aero-Nord trat ihre Flugzeuge am 31. Dezember 1965 an die Internord ab und stellte gleichzeitig den Flugbetrieb unter eigenem Namen ein.

## Flotte
- Douglas DC-6 (kurzzeitig gemietet von Osterman Air Charter)
- Douglas DC-7